# 9012Live: The Solos
9012Live: The Solos ist der Titel einer Live-Mini-LP und eines Konzertfilms der britischen Progressive-Rock-Band Yes aus dem Jahr 1985. Der Titel leitet sich vom Namen des Vorgänger-Albums 90125 ab. Mit dem insgesamt 16. Album veröffentlichten Yes ihr drittes Live-Album.

## Entstehung
Der erfolgreichen Welttournee zu ihrem Album 90125 (28. Februar 1984 – 9. Februar 1985, 139 Shows) folgte 1985 die Veröffentlichung einer Mini-LP mit Aufnahmen aus der Dortmunder Westfalenhalle (24. Juni 1984) und dem Rexall Place in Edmonton, Kanada (28. September 1984).
Das Album, aufgenommen und abgemischt von Musikproduzent und Tontechniker Paul DeVilliers, erschien Ende 1985, als die Band gerade in den Arbeiten zu ihrem nächsten Studioalbum Big Generator steckte. Die Fragen nach dem Anteil, den die Band einerseits und das Management andererseits am Konzept von 9012Live hatten, sind nach wie vor unbeantwortet. Die Mini-LP präsentiert in erster Linie die Soli der fünf beteiligten Musiker (Jon Anderson: Gesang, begleitet von Tony Kaye (Soon), Tony Kaye: Keyboardsolo (Si), Trevor Rabin: Gitarrensolo (Solly’s Beard), Chris Squire: Basssolo (Amazing Grace) und Alan White: Schlagzeug-/Basssolo mit Chris Squire (Whitefish)). Lediglich Whitefish und Soon waren bereits, in verschiedenen Varianten, vorher gespielt worden, ersteres in ähnlicher Form wie auf 9012Live zu hören, letzteres als Teil eines Medleys (auf der Tormato-Tour) und als Teil von The Gates of Delirium vom Album Relayer (Soon war 1974 auch als Single veröffentlicht worden).
Seit den frühen 1970er-Jahren war es bei Yes üblich gewesen, jedem der jeweils beteiligten Musiker einen Solo-Spot einzuräumen, innerhalb dessen er seine Fähigkeiten an seinem Instrument unter Beweis stellen konnte. Auf dem Studioalbum Fragile (1971) war das Konzept, Bandkompositionen neben Solostücke zu stellen, auch auf einem Studioalbum der Band umgesetzt worden. Nie zuvor waren jedoch die Soli der Bandmitglieder sämtlich auf einem Livealbum zu hören gewesen. Insofern ist 9012Live das Live-Gegenstück von Fragile: Zwei Bandkompositionen (Hold On und Changes, beide vom damals aktuellen Studioalbum 90125) stehen 5 Soli gegenüber. Von den während der Tour gespielten Songs (In Dortmund: Cinema, Leave It, Yours Is No Disgrace, Hold On, Hearts, I’ve Seen All Good People, Si (Tony Kaye solo), Solly’s Beard (Trevor Rabin solo), Changes, Soon (Jon Anderson solo), Make It Easy/Owner of a Lonely Heart, And You and I, Long Distance Runaround/Whitefish (Chris Squire/Alan White Solo)/Amazing Grace (Chris Squire Solo), City of Love, It Can Happen, Starship Trooper, Roundabout, I’m Down (Beatles-Cover, mit Überraschungsgast Jimmy Page); in Edmonton: Cinema, Leave It, Hold On, I’ve Seen All Good People, Our Song, Hearts, Solly’s Beard (Trevor Rabin solo), Changes, And You and I, Soon (Jon Anderson solo), Make It Easy/Owner of a Lonely Heart, It Can Happen, Amazing Grace (Chris Squire solo), Whitefish (Chris Squire/Alan White solo)/City Of Love, Starship Trooper, Roundabout, Gimme Some Lovin’ (Spencer-Davis-Group-Cover)) waren lediglich Hold On und Changes (beide Aufnahmen aus Edmonton) zu hören. Diese Tatsache war dafür verantwortlich, dass das Live-Mini-Album sich nur schleppend verkaufte und heute nur noch schwer erhältlich ist.
Das Konzert in Edmonton wurde von Hollywoodregisseur Steven Soderbergh gefilmt und 1987 unter dem Titel 9012Live auf VHS und später auch auf DVD veröffentlicht, wenn auch unvollständig. Ausschnitte aus dem Konzertfilm (Hold On und I’ve Seen All Good People) sind zudem auf der Videokompilation Greatest Video Hits (1991) erschienen. Die Edmontoner Liveaufnahme des Songs City Of Love erschien 1987 als B-Seite der Single Rhythm Of Love.

## Titelliste
1. Hold On† (Trevor Rabin/Chris Squire/Jon Anderson) – 6:44
2. Si‡ – 2:31
  - Tony Kaye solo
3. Solly’s Beard‡ – 4:45
  - Trevor Rabin solo
4. Soon‡ – 2:08
  - Schluss von The Gates of Delirium vom Album Relayer, Jon Anderson solo
5. Changes† (Trevor Rabin/Jon Anderson/Alan White) – 6:58
6. Amazing Grace† (Trad. Arr. Squire) – 2:14
  - Chris Squire solo
7. Whitefish† – 8:33
  - Ein Medley der Yes-Songs The Fish (Schindleria Praematurus) vom Album Fragile, Tempus Fugit vom Album Drama und Sound Chaser vom Album Relayer, Chris Squire/Alan White Solo

Anmerkungen
† – Aufnahme vom Konzert in Edmonton, Kanada, Rexall Place (Northlands Coliseum) am 28. September 1984
‡ – Aufnahme vom 24. Juni 1984, Westfalenhalle, Dortmund
- – „Si“ ist das italienische Wort für „yes“ und bedeutet „ja“.

## Charterfolge
| ChartsChartplatzierungen       | Höchstplatzierung | Wochen |
| ------------------------------ | ----------------- | ------ |
| Vereinigtes Königreich (OCC)   | 44 (3 Wo.)        | 3      |
| Vereinigte Staaten (Billboard) | 81 (11 Wo.)       | 11     |